# Metrologic Group
Metrologic Group est une entreprise française, éditeur indépendant de logiciels de mesure 3D pour les secteurs comme l'automobile, l'aéronautique ou l'énergie.
La société n'est plus cotée à la bourse de Paris depuis 2012. Metrologic Group a été acquis par le groupe Sandvik en juillet 2018.
Le siège de Metrologic Group déménage à Montbonnot-Saint-Martin en janvier 2022 dans un nouveau bâtiment.

## Présentation
Implantée dans sept pays à travers le monde, Metrologic Group a été créée par Philippe Cimadomo et Gilles Bartoli, à Grenoble, en 1980.
Depuis 1982, la société est installée dans le parc technologique Inovallée, implanté sur les communes de Meylan et de Montbonnot-Saint-Martin près de Grenoble.
La société (105 personnes en France, 165 dans le monde) conçoit, développe et édite une gamme de logiciels de mesure 3D (Métrologie) : Metrolog, Silma ainsi que Metrolog et Silma V5 qui permettent de s'interfacer avec le logiciel de CAO CATIA V5 de Dassault Systèmes. L'entreprise conçoit également des interfaces électroniques (rétrofit MMT) pour rendre compatibles les machines à mesurer tridimensionnelles (MMT) avec ses solutions logicielles.